# Saison 4 des Experts : Manhattan
Chronologie
Saison 3 Saison 5
Cet article présente le guide des épisodes de la quatrième saison de la série télévisée Les Experts : Manhattan (CSI:   NY).

## Généralités
À la suite de la grève de la Writers Guild of America survenue entre novembre 2007 et février 2008 ayant causé des retards dans l'écriture des scripts, la saison a été réduite à 21 épisodes.

## Distribution de la saison

### Acteurs principaux
- Gary Sinise (V.F.: Bernard Gabay) : Det. Mac Taylor
- Melina Kanakaredes (V.F.: Céline Monsarrat) : Stella Bonasera
- Carmine Giovinazzo (V.F.: Sébastien Desjours) : Danny Messer
- Hill Harper (V.F.: Daniel Lobé) : Dr Sheldon Hawkes
- Eddie Cahill (V.F.: Thomas Roditi) : Det. Donald "Don" Flack Junior
- Anna Belknap (V.F.: Barbara Kelsch) : Lindsay Monroe
- A. J. Buckley (V.F.: Gwendal Anglade) : Adam Ross[1]

### Acteurs récurrents et invités
- Robert Joy (V.F.: Max André) : Dr Sid Hammerback
- Emmanuelle Vaugier : Détective Jessica Angell
- Mykelti Williamson : Capitaine Brigham Sinclair
- Kerr Smith : Drew Bedford
- Jessalyn Gilsig : Jordan Gates
- Misha Collins : Morton Brite (épisode 1)
- Rachelle Lefèvre : Devon Maxford (épisode 3)
- Christopher Stewart : Booth Rody (épisode 3)
- Brit Morgan : Robin Graham (épisode 4)
- Lindsay Pulsipher : Cheryl Miller (épisode 5)
- David Burtka : David King (épisode 5)
- Bailee Madison : Rose Duncan (épisode 6)
- Julie Adams : Betty Willens (épisode 6)
- Robert Picardo : Sheriff Benson (épisode 6)
- Scottie Thompson : Lia Ramsey (épisode 8)
- Jamie Chung : Misty (épisode 9)
- Shiloh Fernandez : Jake Fairwick (épisode 13)
- Gideon Emery : Christopher Vackner (épisode 18)
- Keri Lynn Pratt : Paula Tolomeo (épisode 19)

## Épisodes

### Épisode 72:Du sang pour la liberté
- États-Unis /  Canada : 26 septembre 2007 sur CBS / CTV[2]
- France : 4 janvier 2009 sur TF1
- Québec : 2008 sur TQS

- États-Unis : 12,72 millions de téléspectateurs[3] (première diffusion)
- France : 10,118 millions de téléspectateurs[4] (première diffusion)

- Hollie Stenson (Georgia Morrison)
- Erik Fellows (Charles Price)
- Korrine Salas (Gate Agent)
- Ingrid Walters (Flight Attendant)
- Bess Wohl (Kendall Novak)
- Kato James Bonner (Damion Brock)
- Alison Sudol (Nova Kent)
- Misha Collins (Morton Brite)
- Chase Kim (Lee Nakashima)
- Charlie Koznick (Anthony Colton)
- Minta Allred (Marie Casimira)

### Épisode 73:6 pieds sous l'eau
- États-Unis : 3 octobre 2007 sur CBS
- France : 4 janvier 2009 sur TF1
- Québec : 2008

- États-Unis : 12,69 millions de téléspectateurs[5] (première diffusion)
- France : 9,615 millions de téléspectateurs[4] (première diffusion)

- Warren Derosa (Colin Barnett)
- Salina Soto (Erika)
- Tanc Sade (Zamir Duka)
- Adrian R'Mante (Besim Lumani)
- Cathy Shim (Trina Butler)
- Kerr Smith (Drew Bedford)
- James C Burns (Expert des contrefaçons)
- Adrian Quinonez (Technicien)

### Épisode 74:Bons Baisers de New York
Pour les articles homonymes, voir Bons baisers de....
- États-Unis : 10 octobre 2007 sur CBS
- France : 11 janvier 2009 sur TF1
- Québec : 2008

- États-Unis : 13,43 millions de téléspectateurs[6] (première diffusion)
- France : 8,7 millions de téléspectateurs[7] (première diffusion)

- Rachelle Lefèvre (Devon Maxford)
- Mykelti Williamson (Capitaine Brigham Sinclair)
- Kevin Reid (James Stanton)
- Corey Pearson (Randall Rodrique)
- KD Aubert (Maude Messervy)
- Sydney Lauren (Kelly Brooks)
- Christopher Stewart (Booth Rody)
- Adam Kaufman (Elliot Gano)
- Ward Roberts (Journaliste)
- Danielle Hartnett (Journaliste)

### Épisode 75:Détour vers le futur
- États-Unis : 17 octobre 2007 sur CBS
- France : 11 janvier 2009 sur TF1
- Québec : 2008

- États-Unis : 13,99 millions de téléspectateurs[8] (première diffusion)
- France : 8,3 millions de téléspectateurs[7](première diffusion)

- Emmanuelle Vaugier (Dét. Jennifer Angell)
- Christopher May (Martin Browning)
- Michael Rady (Kevin Murray)
- Rob Boltin (Leo Tyler)
- Brit Morgan (Robin Graham)
- Dawnn Lewis (Serveuse)
- Ryan Quintana (Courtier en hypothèques)
- Vernica Alicino (Femme à la retraite)
- Russell Cummings (Aide-serveur)
- Joel Polis (Professeur Clark Risenhoover)
- Samuel Child (Brent Vandeman)
- Tiffani Fest (Fille Gothique)
- Parker Torres (Étudiant)
- Rosalie Ward (Kelsey Coulter)
- Will Dailey (Lui-même)

### Épisode 76:Enquête virtuelle
- États-Unis : 24 octobre 2007 sur CBS
- France : 18 janvier 2009 sur TF1
- Québec : décembre 2008

- États-Unis : 13,82 millions de téléspectateurs[9] (première diffusion)
- France : 8,458 millions de téléspectateurs[10] (première diffusion)

- Peter Gannon (Portier)
- Lindsay Pulsipher (Cheryl Miller)
- Hank Harris (Johnny O'Dell)
- Jonno Roberts (Samson Rowe)
- David Burtka (David King)
- Kam Heskin (Madame X)
- Jonathan Palmer (Député Devane)
- Dylan Bruce (Otage)

### Épisode 77:Retour à la mort
- États-Unis : 31 octobre 2007 sur CBS
- France : 18 janvier 2009 sur TF1
- Québec : 5 janvier 2009

- États-Unis : 13,40 millions de téléspectateurs[11] (première diffusion)
- France : 7,193 millions de téléspectateurs[10] (première diffusion)

- Bruce Dern (Vétérinaire)
- John Edward Lee (Néophyte)
- Jeff Brockton (Dexter Nevins)
- Robert Picardo (Sheriff Benson)
- Anthony Molinari (Gil Duncan)
- Kehli O'Byrne (Amy Duncan)
- Cameron Sanders (Charley Duncan)
- Bailee Madison (Rose Duncan)
- Julie Adams (Betty Willens)
- Baadja-Lyne Odums (Elderly Haitian Priestess)
- Nana Hill (Josephine Delacroix)
- Seth Peterson (Henry Willens)
- Grace Dever (Elisha)
- Paul Anthony Scott (Dr Roger Burgess)
- Kimberly Wallis (Sophia Nevins)

### Épisode 78:Prédatrices
- États-Unis : 7 novembre 2007 sur CBS
- France : 18 janvier 2009 sur TF1
- Québec : 12 janvier 2009

- États-Unis : 12,92 millions de téléspectateurs[12] (première diffusion)
- France : 8,767 millions de téléspectateurs[10] (première diffusion)

- Emmanuelle Vaugier (Det. Jessica Angell)
- Jenny J. Wade (Fern Lazlow)
- Chris Gann (Mitchell Bentley)
- Suzanne Reed (Joanna Morgan)
- Bess Wohl (Kendall Novak)
- Robert Tena (Larry Diaz)
- Lauren Stamile (Amber Stanton)
- Dax Griffin (Steve Kaplan)

### Épisode 79:Le Baiser de la méduse
- États-Unis : 14 novembre 2007 sur CBS
- France : 25 janvier 2009 sur TF1
- Québec : 19 janvier 2009

- États-Unis : 13,13 millions de téléspectateurs[13] (première diffusion)
- France : 8,646 millions de téléspectateurs[14] (première diffusion)

- Emmanuelle Vaugier (Det. Jessica Angell)
- Tracey Ruggiero (Jenna Donovan)
- Kerr Smith (Drew Bedford)
- Scottie Thompson (Lia Ramsey)
- Marc Manard (Damien Barnes)
- Sandra Seeling (Brandi Parsons)
- David Rogers (Paul Larkin/Campbell)
- Austin Priester (Ted Barclay)
- Gary Poux (médecin)
- Stephen Pietropaolo (Pete Sutton)
- Marcus Ashley (Nick Conway)
- Michael Mantell (Dr Gavin Moore)
- Vanessa Born (Nurse)
- Larkin Erin Cottrell (Pattie)
- Ian Brennan (Joe Silver)
- Ken James (James Petty)
- Jeffrey D Stevens (infirmier)

### Épisode 80:Pièces montées
- États-Unis : 21 novembre 2007 sur CBS
- France : 1er février 2009 sur TF1
- Québec : 26 janvier 2009

- États-Unis : 14,56 millions de téléspectateurs[15] (première diffusion)
- France : 9,170 millions de téléspectateurs[16] (première diffusion)

- Emily Foxler (Emma Blackston)
- Bill Heck (Brendon "Brett" Dohn)
- Kerr Smith (Drew Bedford)
- Rich Voll (George Foodim)
- Jason Pendergraft (Vinnie)
- Rob Evors (Timothy Maxwell)
- Jamie Chung (Misty)
- Joel Geist (John Andrews)

### Épisode 81:Les Cicatrices du passé
- États-Unis : 28 novembre 2007 sur CBS
- France : 1er février 2009 sur TF1
- Québec : 2 février 2009[17]

- États-Unis : 14,19 millions de téléspectateurs[18] (première diffusion)
- France : 8,706 millions de téléspectateurs[16] (première diffusion)

- Kerr Smith (Drew Bedford)
- Eddie Driscoll (Hal Weston)
- Erin Daniels (Det. Renee Brennan)
- Mykelti Williamson (Capitaine Sinclair)
- Frank Grillo (Jimmy Davis)
- Walker Curry (Mac Taylor - 14 ans)
- Dave Marlin (Jimmy - 14 ans)
- Houston Luke Hooker (Will - 16 ans)
- Bryan Becker (Bobby - 20 ans)
- Garrett Ryan (Andy - 6 ans)

### Épisode 82:Jeux d'enfants
- États-Unis : 12 décembre 2007 sur CBS
- France : 8 février 2009 sur TF1
- Québec : 9 février 2009

- États-Unis : 14,36 millions de téléspectateurs[19] (première diffusion)
- France : 9,029 millions de téléspectateurs[20] (première diffusion)

- Mark Simich (Essex Palmer)
- Brad Rowe (Benjamin/Anxious Clubgoer)
- Nicole Pulliam (Barman)
- Nathanael Theisen (Malfrat/Mario Galanti)
- Anthony Tavera (Ruben Sandoval)
- Jacqueline Pinol (Rikki Sandoval)
- Al Santos (Ollie/jeune homme)
- Suzie Pollard (Lucy Burke)
- Matt Wood (Justin Burke)
- Richard V. Licata (Laughing Larry)
- Alice Rietveld (Sadie Kevitch)
- Matthew Yang King (Kim Wey)
- Bryan Okes Fuller (Révérend John McKlowski)

### Épisode 83:Fées d'hiver
- États-Unis : 9 janvier 2008 sur CBS
- France : 8 février 2009 sur TF1
- Québec : 16 février 2009

- États-Unis : 11,71 millions de téléspectateurs[21] (première diffusion)
- France : 8,646 millions de téléspectateurs[20] (première diffusion)

- Emmanuelle Vaugier (Det. Jessica Angell)
- Ryan Adams (Dave)
- Ahna O'Reilly (Halie)
- Hannah Sussman (Fiona Chisolm / Lauren Gale)
- Leah Rachel (Leslie Wright / Wendy)
- Tony Donno (Chauffeur de Bus)
- Katie Carr (Tina O'Donovan)
- Matt Battaglia (Hayden Green)
- Joshua Lebar (Michael Wright)
- Cole Williams (Bryce Arnett)
- Robert Cicchini (Felix Hester)
- Kevin G. Schmidt (Tyler Bennet)

### Épisode 84:Dent pour dent
- États-Unis : 23 janvier 2008 sur CBS
- France : 8 février 2009 sur TF1
- Québec : 23 février 2009

- États-Unis : 11,51 millions de téléspectateurs[22] (première diffusion)
- France : 7,957 millions de téléspectateurs[20] (première diffusion)

- Emmanuelle Vaugier (Det. Jessica Angell)
- Chris Todd (Manager)
- Roy Werner (Juge William Riverton)
- Ashlee Gillespie (Madison Riverton)
- Shiloh Fernandez (Jake Fairwick)
- Greg Mikurak (Charlie Fairwick)
- Michael Gambino (Super)
- Christopher Warren (Jonas Stark)
- Daniel Travis (Larry Rose)
- Jaqueline Pinol (Rikkie Sandoval)
- Al Santos (Ollie Barnes)
- Deja Howell (Emily Miller)

### Épisode 85:Toilettes funèbres
- États-Unis /  Canada : 6 février 2008 sur CBS / CTV
- France : 7 juin 2009 sur TF1
- Québec : 2 mars 2009 sur TQS[23]

- États-Unis : 10,16 millions de téléspectateurs[24] (première diffusion)
- Canada : 1,806 million de téléspectateurs[25] (première diffusion)
- France : 6,49 millions de téléspectateurs[26] (première diffusion)

- Emmanuelle Vaugier (Det. Jessica Angell)
- Bess Wohl (Kendall Novack)
- Jason Chambers (Mercury)
- Nicole Lenz (Concrete Cowgirl/Sandra Polk)
- Reid Scott (Seth Riggins)
- Aaron Behr (Vinnie Parson)
- Brad Graiff (procureur)
- Christopher Bello (John Szabo)

### Épisode 86:Madame X
- États-Unis : 2 avril 2008 sur CBS
- France : 25 janvier 2009 sur TF1
- Québec : 9 mars 2009

- États-Unis : 12,85 millions de téléspectateurs[27] (première diffusion)
- France : 8,413 millions de téléspectateurs[14] (première diffusion)

- Emmanuelle Vaugier (Jessica Angell)
- Kam Heskin (Madame X)
- Bryan Anderson (Russ McHenry)
- Jessalyn Gilsig (Jordan Gates)
- Joshua Pence (Barman)

### Épisode 87:Les Empreintes du passé
- États-Unis : 9 avril 2008 sur CBS
- France : 7 juin 2009 sur TF1
- Québec : 16 mars 2009

- États-Unis : 12,38 millions de téléspectateurs[28] (première diffusion)
- France : 6,71 millions de téléspectateurs[26] (première diffusion)

- Kimberly Quinn (Bonnie Dillard)
- Reed Whitlock (Kevin Jason/Austin Tanner)
- Jaqueline Pinol (Rikki Sandoval)
- Ron Melendez (Sean Nolan)
- Destiny Grace Whitlock (Bailey O'Dell)
- Lisa Vachon (Mom O'Dell)
- Heidi Schooler (Megan Tanner)

### Épisode 88:En haut de l'affiche
- États-Unis : 16 avril 2008 sur CBS
- France : 20 octobre 2009 sur TF1
- Québec : 23 mars 2009

- États-Unis : 13,43 millions de téléspectateurs[29] (première diffusion)
- France : 7,0 millions de téléspectateurs[30] (première diffusion)

- Kyle Gallner (Reed Garrett)
- Kristen Dalton (Quinn Shelby)
- Theodore Zoumpoulidis (Charles Kohl)
- Breanne Racano (Jessica Hughes)
- Sigmund Watkins (Tim Campbell)
- Kelly Bellini (Chrissy Watson)
- Esther Marie (PJ Davis)
- Taira Soo (Reporter #1)
- David A. Cooper (Reporter #2)
- Todd Cahoon (Matt Cooper)

### Épisode 89:Le Dernier Bal
- États-Unis /  Canada : 30 avril 2008 sur CBS / CTV
- France : 20 octobre 2009 sur TF1
- Québec : 30 mars 2009

- États-Unis : 11,51 millions de téléspectateurs[31] (première diffusion)
- Canada : 1,96 million de téléspectateurs[32] (première diffusion)
- France : 6,45 millions de téléspectateurs[30] (première diffusion)

- Carmen Argenziano (Commandant Stanton Gerrard)
- Paul Hodge (Jesse Carver /Hank Bedford)
- Paul Keeley (Robert Greggs)
- Kelen Coleman (Natalie Gerrard)
- Monica Herman (Laura Davis)
- Todd Julian (Jason Francis)
- Emily Happe (Sarah Bell)
- Zack Hopkins (Blake Marshall)
- Kelly Heaton (Amanda)
- Daniel Samonas (Clark Robertson)
- Gideon Emery (Christopher Vackner)
- Arye Gross (Wallace Carver/Frank Moore)

### Épisode 90:Baiser mortel
- États-Unis /  Canada : 7 mai 2008 sur CBS / CTV
- France : 27 octobre 2009 sur TF1
- Québec : 6 avril 2009

- États-Unis : 12,73 millions de téléspectateurs[33] (première diffusion)
- France : 7,15 millions de téléspectateurs[34] (première diffusion)

- Jessalyn Gilsig (Jordan Gates)
- Verne Lundquist (lui-même)
- Bill Raftery (lui-même)
- Keri Lynn Pratt (Paula Tolomeo)
- Jay Jablonski (Dugan Scott)
- Robert Maffia (Abraham "Abe" Katz)
- Geno Monteiro (Lamont Henford)
- Kyle Gallner (Reed Garrett)
- Nefetari Spencer (Reporter #1)
- Matt Haslett (Reporter #2)
- Johnny Palermo (Ronnie Hall)
- Jacqueline Pinol (Rikki Sandoval)
- Lindsay Hollister (Plus Size Paula)

### Épisode 91:Double emploi
- États-Unis /  Canada : 14 mai 2008 sur CBS / CTV
- France : 27 octobre 2009 sur TF1
- Québec : 13 avril 2009

- États-Unis : 11,86 millions de téléspectateurs[35] (première diffusion)
- Canada : 2,049 millions de téléspectateurs[36] (première diffusion)
- France : 6,86 millions de téléspectateurs[34] (première diffusion)

- Emmanuelle Vaugier (Det. Jessica Angell)
- Kyle Gallner (Reed Garrett)
- Jessalyn Gilsig (Jordan Gates)
- Kristen Dalton (Quinn Shelby)
- Sammi Rotibi (Arthur Bodie)
- Lucas Ford (Jeff Conte)
- Ryan Locke (Tueur au taxi)
- Jessica Makinson (Mary Ann D'Amico)

### Épisode 92:L'Homme de l'intérieur
- États-Unis /  Canada : 21 mai 2008 sur CBS / CTV
- France : 3 novembre 2009 sur TF1
- Québec : 20 avril 2009[37]

- États-Unis : 11,83 millions de téléspectateurs[38] (première diffusion)
- France : 7,26 millions de téléspectateurs[39] (première diffusion)

- Elias Koteas (Joe / Douglas Anderson)
- Tiara Parker (Talia Kirkfield)
- Dennis W. Hall (Steven Morris)
- Sharni Vinson (Lori Mandel)
- Roger Aaron Brown (Commandant Richard Jackson du SWAT)
- Adam Baldwin (Agent Brett Dunbar du département de la Sécurité intérieure)
- Dayo Ade (Derrick James)